# Vana
Vana o Wanna fou un petit estat tributari protegit de l'Índia, a l'agència de Kathiawar, prant de Jhalawar, presidència de Bombai, governat per rajputs jhales. El 1881 la població era de 3.494 habitants però el 1901 era només de 2.749 habitants. Estava format per tres pobles amb sis tributaris separats. La superfície era de 62 km². Els ingressos s'estimaven en 26.000 rupies de les quals 3.981 eren pagades com a tribut repartit entre el govern britànic (3710) i el nawab de Junagarh (271).